# Heliconius bidentatus
Heliconius bidentatus är en fjärilsart som beskrevs av Otto Staudinger. Heliconius bidentatus ingår i släktet Heliconius och familjen praktfjärilar. Inga underarter finns listade i Catalogue of Life.